# Frédéric-César de La Harpe
Frédéric-César de La Harpe (ur. 6 kwietnia 1754 w Rolle w kantonie Vaud, zm. 30 marca 1838 w Lozannie) – polityk szwajcarski, republikanin, wychowawca późniejszego cara Aleksandra I Romanowa. Był zwolennikiem idei oświecenia oraz rewolucji francuskiej. Współzałożyciel Republiki Helweckiej oraz członek jej władz centralnych.

## Biografia

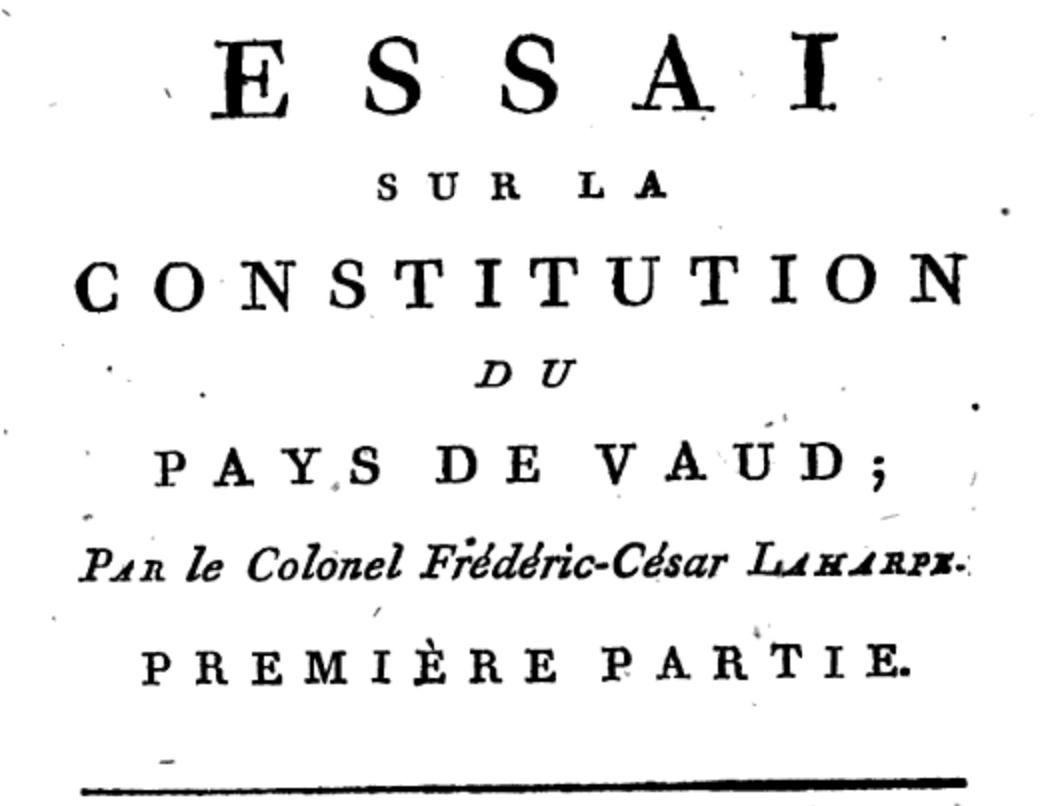
Essai sur la Constitution du Pays de Vaud autorstwa Frédérica-Césara de La Harpe’a.

Urodził się w Szwajcarii. Niechęć do berneńskiej administracji w rodzinnym kantonie spowodowała, że wyjechał za granicę. W 1784 znalazł zatrudnienie na rosyjskim dworze cesarskim jako wychowawca przyszłego cara Aleksandra I i jego brata Konstantyna. Po wybuchu rewolucji francuskiej zaczął w Petersburgu zaczął przygotowywać plany do ewentualnego powstania w Vaud. W 1794 wyjechał z Rosji do Szwajcarii, a stamtąd do Paryża, gdzie szukał francuskiej pomocy w wyzwoleniu Vaud spod dominującej pozycji Berna. W 1797 opublikował dzieło pt. Esej na temat konstytucji kantonu Vaud (Essai sur la constitution du pays de Vaud), czyli traktat anty-berneński.
W Paryżu swoją siedzibę mieli emigranci szwajcarscy. W 1790 Jean Nicolas Castelli założył tam szwajcarski klub patriotyczny. Wśród zwolenników zmian ustroju Szwajcarii obok de La Harpe’a wyróżniali się: Peter Ochs oraz Paul Usteri. W grudniu 1797 w Paryżu doszło do spotkania Ochsa i de La Harpe’a z Napoleonem Bonapartem. Rewolucjoniści zostali poinformowani o planowanej inwazji wojsk francuskich na Szwajcarię, zaś ich zadaniem było przygotowanie w kraju powstania. Zdawali sobie sprawę, że pomoc Francji jest niezbędna w dokonaniu w kraju radykalnych zmian, ponieważ sami nie mieli ku temu środków i możliwości. 9 grudnia 1797 roku w imieniu grupy uchodźców z Vaud i Fryburga, skierował petycję do francuskiego dyrektoriatu, wzywając do interwencji wojskowej w Szwajcarii w celu zapewnienia niepodległości Vaud, zapewniając tym samym oficjalny pretekst do późniejszej inwazji francuskiej, która nastąpiła 5 marca 1798.

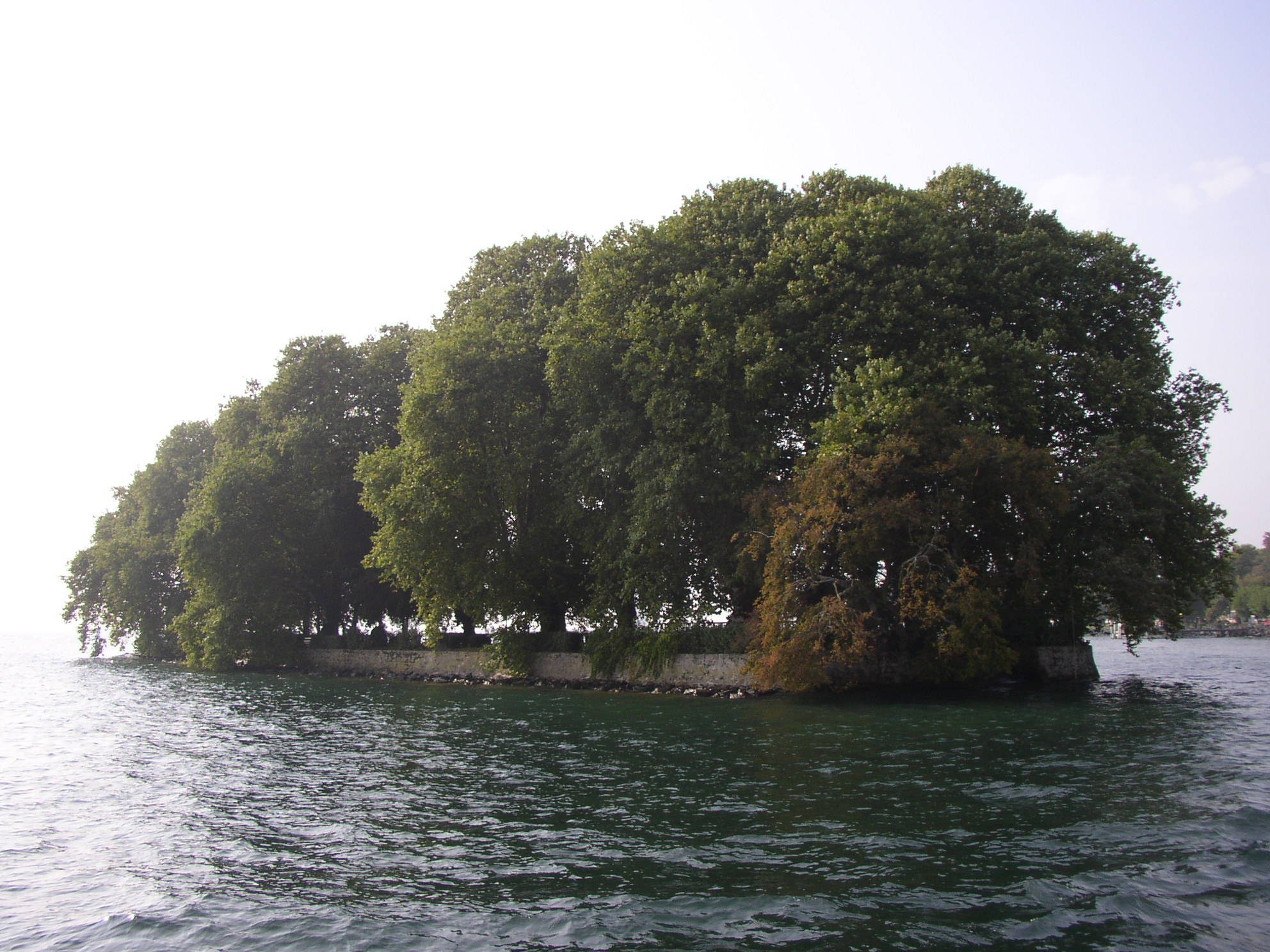
Wyspa de La Harpe’a na jeziorze Genewskim.

Wraz z Peterem Ochsem udało mu się stworzyć jednolity rząd szwajcarski. 29 czerwca 1798 został członkiem dyrektoriatu wykonawczego nowo powstałej Republiki Helweckiej. Po odsunięciu Ochsa od władzy w czerwcu 1799 de La Harpe zaczął dążyć do rządów dyktatorskich, lecz sam został obalony 7 stycznia 1800 w wyniku zamachu stanu. Później oskarżono go o spisek przeciwko państwu i antyfrancuską intrygę, przez co musiał uciekać z kraju.
Wraz z upadkiem Napoleona w 1814 zyskał od swojego protektora i byłego ucznia, cara Aleksandra I, oficjalną obietnicę niepodległości dla Vaud i wystąpił w tej sprawie w imieniu Szwajcarii i jego rodzinnego kantonu na kongresie wiedeńskim. W 1816 powrócił do Vaud, Otrzymał tam stanowisko w radzie ustawodawczej i zasiadał w niej do 1828.